# Jerry (Ethnophaulismus)
Jerry war ein angelsächsischer Spitzname, der im Zweiten Weltkrieg für deutsche Soldaten, die deutschen Streitkräfte oder Deutschland als Ganzes verwendet wurde. Obwohl die Bezeichnung bereits im Ersten Weltkrieg verwendet worden war, wurde sie erst später wirklich gängig. Andere gängige Bezeichnungen waren Fritz, Hun, Heini, Kraut und Boche.
Die Bezeichnung Jerry geht höchstwahrscheinlich auf eine Kurzwortbildung aus dem Wort German mit Anlehnung an den gleich klingenden Vornamen zurück. Eine andere Erläuterung geht auf die Form des deutschen Stahlhelms zurück, der im Ersten Weltkrieg die Pickelhaube ablöste – dieser habe eine ähnliche Form wie ein umgedrehter Nachttopf, umgangssprachlich jerry.  Als Jerrycan wird heute noch der klassische 20-Liter-Benzinkanister aus Blech bezeichnet.
Analog zu Jerry wurden Soldaten anderer Mächte als Tommy (britisch) oder Iwan (russisch), Sammy (US-amerikanisch) sowie im Vietnamkrieg Charlie (vietnamesisch)  bezeichnet.